# Colectivo de Autoras de Cómic (AC)
El Colectivo de Autoras de Cómic (AC) es un grupo organizado fundado en España durante 2014 por Carla Berrocal, Elisa McCausland y Ana Miralles entre otras. Busca la igualdad en el mundo de la viñeta y está hermanado desde 2015 con el Collectif Créatrices de Bande Desinée.

## Historia
Fue fundado en 2014 con la idea de aunar esfuerzos y crear un espacio seguro desde el que luchar contra la desigualdad en el mundo de la viñeta, ya que hasta entonces no existía ninguna asociación o colectivo hecho por y para representar las necesidades y derechos de las mujeres y personas no binarias en el panorama del cómic español.
Comenzó en 2013 llamándose Asociación de Autoras de Cómic (AAC) pero decidió cambiar su nombre a Colectivo de Autoras de Cómic (AC) en 2015, para adecuar su nombre a la organización interna y externa, que es horizontal y flexible. Pese a este cambio, sus principios y objetivos siguieron siendo los mismos sobre los que se fundó: El compromiso con la igualdad y la justicia en el mundo del cómic.
Desde su fundación han realizado anualmente una asamblea de El Colectivo en el marco del festival Cómic Barcelona, donde son las encargadas de coordinar las jornadas profesionales cada año desde 2019. Además de poner en marcha iniciativas como:
- La creación del Premio Honorífico Autoras de Cómic (2013 - actualidad). Entregado cada año en el marco del Cómic Barcelona.
- Participación en el congreso "Mentes femeninas" de Granada
- La exposición antológica Mujeres de tinta (2014)
- Cambia el cuento, una colaboración con Pikara magazine
- Las jornadas COMIKAS: Okupant l'Humor. (2015)
- La exposición Presentes: Autoras de tebeo de ayer y hoy. Inaugurada en 2016 en la Real Academia de España en Roma.
- La exposición Còmics contra el masclisme (2016)
- VIÑETAS Y AMAZONAS, Jornadas de cómic de Cantabria 2016.
- La exposición ELLAS TOMAN LOS LÁPICES, EL ESPACIO Y LA PALABRA. (Sevilla 2016.)
- La mesa redonda "Autoras de cómic: tejiendo redes" celebrada en el marco del Congreso Internacional de Estudios Universitarios sobre el Cómic. (2018)
- Viñetas de otros mundos: Autoras de cómic en la ciencia ficción, el terror y el fantástico. Mesa redonda en el marco de AnsibleFest.
- El juego de mesa Herstóricas Pioneras.[2] (2019)
- Las Jornadas profesionales organizadas en el marco de Cómic Barcelona (2019-Actualidad)
- Primavera Gráfica: Redes colectivas, feminismos y humor gráfico. El humor gráfico como defensa, reivindicación y red de apoyo con un recorrido por los diez años del Colectivo de Autoras de Cómic. Exposición en el Instituto Quevedo del humor.
- Asamblea abierta del Colectivo de Autoras de Cómic en el festival internacional de la BD de Angoulême 2025.
- La acción STOP IA GENERATIVA,[3] que empezó como una acción de participación abierta en redes sociales y acabó convertida en exposición, estrenada en el marco del Cómic Barcelona 2025.

Además de esto, el Colectivo de Autoras de Cómic interlocuta y está presente de manera regular en asambleas y reuniones con instrucciones como La Dirección General del Libro, el Ministerio de cultura y el Observatorio de Igualdad.

## Premio Honorífico del Colectivo de Autoras de Cómic (AC)[4]
Este premio fue creado en 2013 por el Colectivo de Autoras de Cómic, buscando recuperar el trabajo de muchas autoras que han sido injustamente olvidadas, muchas de las cuales el tiempo ha maltratado y ha dejado abandonadas a todo reconocimiento.
El primer galardón otorgado en 2013 fue para Nuria Pompeia y desde entonces se ha entregado uno cada año durante el festival Cómic Barcelona.
Entre las homenajeadas podemos encontrar a Trini Tinturé, Isabel Bas Amat, Montse Clavé, Carme Barbará, Ángeles Felices, Armonía Rodríguez o Marika Vila.

## Personas Relacionadas
Algunas de las autoras que colaboran o han colaborado con el Colectivo de Autoras de Cómic (AC).
- Carla Berrocal
- Elisa McCausland
- Marta C Dehesa
- Natacha Bustos
- Cristina Durán
- Emma Ríos
- Carmen Carnero
- Clara Soriano
- Raquel Gu
- Bea Lema
- Ana Penyas
- Xulia Vicente
- Marika Vila
- Marina Vidal
- Nuria Tamarit
- Rocío Conches
- Mireia Pérez
- Sara Soler
- H. Randt
- Laurielle
- Josune Urrutia
- Zuz Martín
- Rut Pedreño
- Alba Cardona
- Ariel Montalbán
- Bamidala
- Maribel Carod
- Miriam Persand
- Genie Espinosa
- Vanesa Figal
- Paula Aranega
- María Sagrera
- Alicia Palmer
- Aneke
- Ana Miralles
- Rosa Codina
- Romina Molist
- Pam López
- Ana Oncina
- Mayte Alvarado
- Sandra Carmona
- Sandra Cardona

## Distinciones
- Nuria Pompeia (Premio Honorífico, 2013)[5]
- Celia Filipetto (Premio Honorífico, 2025)